# Stade de La Romareda
La Romareda est un stade de football situé à Saragosse, accueillant principalement les matchs du Real Saragosse. Il est implanté au Sud-ouest de la ville de Saragosse à proximité de l'Université de la Romerada.

## Histoire
Financé par la ville de Saragosse et son Maire Luis Gómez Lagunaet puis son successeur, Cesáreo Alierta, le stade est inauguré le 8 septembre 1957 par un match entre le Real Saragosse et le CA Osasuna (4-3). Il remplace le vieux stade de Torrero, ancien antre du Real Saragosse et ses 20 000 places jugé trop exigu. 
Le chantier de la nouvelle enceinte confié à l'entreprise Agroman emploie pendant 15 mois 350 ouvriers. Conçu par l'architecte Francisco Riestra, il a couté 21.5 millions de pesetas au contribuable. Il a une capacité de 34 596 places assises et est fréquenté en moyenne par 28 000 spectateurs lors des matches disputés à domicile par Saragosse.
Le stade de La Romareda a subi des réaménagements et des travaux à plusieurs reprises, en 1977 et en 1982 à l'occasion notamment de la désignation du stade aragonais pour l'organisation de plusieurs matches de la phase finale de la Coupe du monde 1982 en Espagne. Plusieurs matches du groupe 5 ont ainsi eu lieu dans cette enceinte: Yougoslavie - Irlande du Nord (0-0), Honduras - Irlande du Nord (1-1) et Honduras - Yougoslavie (0-1).
Il a aussi accueilli quelques matches du tournoi olympique des JO de 1992 (plusieurs matches de poule et un quart de finale le 2 août 1992 opposant le Paraguay au Ghana qui voit la victoire de ces derniers, 4-2 après prolongations). En 1994, le stade est doté exclusivement de places assises. 
Dernièrement, un projet pour construire un nouveau stade à Saragosse fut envisagé puis abandonné.
La Romareda fut associé au projet malheureux de la station de sports d'hiver aragonaise de Jaca d'organiser les Jeux olympiques d'hiver de 2014. Il devait être le stade olympique ou se déroule habituellement les cérémonies d'ouverture et de clôture des jeux. Sotchi ayant été désigné pour accueillir les Jeux, ce projet fut naturellement remisé dans les cartons.
À l'occasion de l'Expo 2008 de Saragosse, La Romareda doit subir quelques travaux d'agrandissement. Sa capacité d'accueil aurait dû être porté à 43 000 places assises. Les premiers coups de pioche sont donnés le 17 avril 2006 mais le parti politique local d'opposition, le PAR fait pression pour arrêter ces travaux. Un juge est contraint de suspendre définitivement le chantier en mars 2007. La Municipalité annonce néanmoins en février 2008, la construction d'un nouveau stade dans le quartier de San José destiné à accueillir les futures match du club phare de la ville.
Le stade Saragosse est régulièrement le lieu de célébrations et de concerts. Il a ainsi accueilli par le passé des artistes de renom comme Michael Jackson en 1996, Bruce Springsteen en 1999, Metallica en 2004, Sting ou Tina Turner.
La Romareda appartient toujours à la municipalité de Saragosse.